# Justin Paillot
Justin Paillot fue farmacéutico y botánico francés ( 24 de julio de 1828, Soye, Doubs - 4 de noviembre de 1891, Rougemont.
Comienza su carrera como instructor en Nans antes de ser farmacéutico. Ejerce en Besançon de 1863 a 1865 y luego en Rougemont.

## Algunas publicaciones

### Libros
- 1875. Excursion à la glacière de la Grâce-Dieu. 19 pp.
- 1872. Flora Sequaniae Exsiccata ou Herbier de la Flore de Franche-Comté. 160 pp.
- 1864. Billotia, ou Notes de botanique. 132 pp.

## Honores
- Miembro de la Société Botanique de France[1]

## Fuente
- André Charpin & Gérard-Guy Aymonin. 2004. Bibliografía selectiva de las Flores de Francia. V. Noticias biográficas de los autores citados : P-Z y complementos. Le Journal de Botanique de la Société botanique de France, 27 : 47-87.

- La abreviatura «Paill.» se emplea para indicar a Justin Paillot como autoridad en la descripción y clasificación científica de los vegetales.[2]